# Ahaggaria
Ahaggaria é um género de escaravelho aquático da família Dryopidae, descrito por Bollow em 1938.